# 観世清和
観世 清和（かんぜ きよかず、1959年（昭和34年）5月21日 - ）は、シテ方観世流能楽師。二十六世観世宗家で当代。日本芸術院会員。東京都出身。

## 家系
観世元正の長男で、弟に山階弥右衛門、観世芳伸。

## 来歴
父に師事し、1964年4歳の時「鞍馬天狗」花見で初舞台。
学習院に初等科から高等科まで在学し、今上天皇とは同級生だった。東京芸術大学音楽学部邦楽科別科を卒業。1990年9月家元継承。1995年「松浦佐用姫」「鵜羽」を復曲。
1983年のフランスをはじめ、アメリカ、インド、中国など海外公演も多く行っている。2014年1月、観世清河寿に一時改名、一年で元に戻す。

## 役職
- 一般社団法人日本能楽会常務理事
- 一般財団法人観世文庫理事長
- 一般社団法人観世会理事長

## 栄典
- 1995年度芸術選奨新人賞受賞
- 1999年、フランス芸術文化勲章シュヴァリエ受章[3]
- 2013年、芸術選奨文部科学大臣賞[4]
- 2014年、第33回伝統文化ポーラ賞大賞受賞
- 2015年春の褒章で紫綬褒章を受章[5]
- 2019年、第49回JXTG音楽賞 邦楽部門受賞[6]
- 2021年、日本芸術院賞受賞
- 2023年3月、日本芸術院会員[7]
- 2023年11月、文化功労者[8]

## 著書
- 『一期初心―能役者森羅万象』淡交社、2000
- 『観世流舞囃子形付』檜書店、2001

### 編著・共著
- 『松浦佐用姫』訂正著作 伊藤正義補訂著作 檜書店 2000
- 『能はこんなに面白い!』内田樹共著 小学館 2013
- 『風姿花伝 新訳 六百年の歳月を超えて伝えられる極上の芸術論・人生論』編訳 PHP研究所 2013

### 監修
- 『能狂言道しるべ』児玉信文 森田拾史郎写真 主婦と生活社 孔雀ブックス 1997
- 『観世宗家能面』監修 林義勝写真 増田正造文 Ian MacDougall 英訳 檜書店 2002
- 『いまこそ平安の恋』あらすじ監修 杉谷みどり文 EH春潮社 2004
- 『風姿花伝 観世宗家展』松岡心平・増田正造共監修、図録 2013
- 『能を読む』全4巻、梅原猛と共監修 天野文雄・土屋恵一郎・中沢新一・松岡心平編集委員、角川学芸出版 2013
- 『観世清和と能を観よう』小野幸惠著 岩崎書店 新版日本の伝統芸能はおもしろい 2015

## 主な作品

### 劇場アニメ
- 手塚治虫のブッダ -赤い砂漠よ！美しく-（2011年） - スッドーダナ王 役
- BUDDHA2 手塚治虫のブッダ -終わりなき旅-（2014年） - スッドーダナ王 役

### 映画
- 首（2023年） - 能楽監修